# Dromtönpa
Dromtönpa, Dromteunpa, Dromtön Gyalwe Jungne ou Bro-ston Rgyal-ba'i 'Byung-gnas (1005 à Tolung -1064) est un laïc tibétain disciple principal d’Atisha, qui l’encouragea à propager son enseignement au Tibet central à partir du début des années 1040 et prit sa succession à sa mort. Il est considéré comme le fondateur de la lignée kadampa du bouddhisme tibétain et de son monastère siège, Réting (1056 ou 1057). 45e incarnation de Chenresig de la lignée kadampa, il se réincarne dans chaque Dalai Lama, dont la lignée gelugpa est issue de la lignée kadampa.

## Biographie
Selon la tradition tibétaine, Dromtönpa, orphelin de mère, serait parti habiter chez un oncle vers l’âge de 12 ans et aurait débuté alors son apprentissage bouddhique. Il ne fut jamais ordonné moine – la tradition monastique n’étant pas à cette époque si importante – et conserva toute sa vie le statut d’upasaka (laïc agréé). Il a laissé la réputation d’un disciple exceptionnel mais aussi modeste. Il aurait rencontré Atisha à près de 40 ans, alors que ce dernier se préparait à quitter Gugé (Tibet occidental) où l’avaient invité le roi Djang Jup et son frère (ou oncle) le moine Yeshe-Ö. En chemin vers Purang où Tara lui était apparue pour lui prédire la rencontre d'un disciple laïc qui l’aiderait à propager le dharma, il dut s’arrêter à Kyidron aux confins du Népal à cause d'un conflit local et accepta la proposition de rester au Tibet. 
Dromtönpa installa le maître à Nyetang et l’escorta dans ses déplacements au Tibet central. Il reprit à sa mort (1052 ou 1054) sa succession. Il transmit les trois branches de son enseignement lamrim (scriptural, oral et secret), dont il aurait été le seul dépositaire, à ses trois disciples principaux : Geshe Potowa (Potowa Rinchen Sel), Geshe Chenngawa (Chengawa Tsultrim Bar) et Geshe Phuchungwa (Phuchungwa Shönu Gyaltsen). Il est aussi considéré comme la source de l’enseignement resté longtemps ésotérique lojong sur la bodhicitta, qu’Atisha aurait reçu de Dharmarakshita et qui fut rendu public par des lamas tels que Chekawa Yeshe Dorje (en) (1101-1175). Des textes du Livre de Kadam lui sont attribués.
Il fonda le monastère de Reting, siège de la lignée kadampa, en 1056 ou 1057 dans la vallée du Reting Tsampo au nord de Lhassa et y fit transporter une partie des reliques d’Atisha. 
Considéré commune l'une des pré-incarnations des Dalaï-Lamas, il fut prophétisé par le Bouddha dans le Tantra de Manjushri. "A la fin d'un cycle de 500 ans apparaitra au nord, au Pays des Neiges, un laïc qui sera source d'immenses bienfaits pour la tradition de l' Eveil [...] il construira un monastère sur un site nommé La Corne  (Reting)."